# دريك ثادزي
دريك ثادزي (بالإنجليزية: Drake Thadzi)‏ (مواليد 23 نوفمبر 1964) هو ملاكم مالاوي، مثّل بلاده في الألعاب الأولمبية الصيفية 1984.

## روابط خارجية
دريك ثادزي على موقع بوكس ريك (الإنجليزية) (registration required)
- دريك ثادزي على موقع أوليمبيديا (الإنجليزية)